# 小針暦二
小針 暦二（こばり れきじ、1914年（大正3年）1月1日 - 1993年（平成5年）11月7日）は、日本の実業家。福島交通の経営に関与したことを手始めに、同社および福島民報・ラジオ福島（rfc）を中核3社とするグループ10数社のオーナーとなる。また日本債券信用銀行を介して、中央政界にも深く関わり、東北の政商、東北の小佐野などと呼ばれた。
「暦」の字は正確には「木」の部分が「禾」になっている。

## 前半生と福島交通への経営参加
福島県西白河郡矢吹町出身。旧制安積中学を中退。戦時中は背が低いため兵隊には行かなかった。精米業を経て炭坑経営などを手掛ける。1953年に大阪に出て不動産会社の美福を創業。日本貿易振興会の駒村資正との親交から河野一郎と通じる様になり、その配下だった中曽根康弘とも繋がりが出来る。1964年から翌65年にかけての栃木県那須高原の国有地払い下げでは、駒村が社長を務めていた江商のエージェントとして働き、その際河野への政治工作が行われたとして国会で追及された。
1968年に、経営陣の内紛や相次ぐ労働争議で混乱していた福島交通の経営に前社長の織田大蔵を追い出し後任として関与。中曽根運輸相や中曽根派の代議士で地元選出の天野光晴の助力もあって、旧経営陣を追放し社長に就任した。その後、福島交通・福島民報・ラジオ福島（rfc）を中核3社とするグループ10数社のオーナーとなり、那須高原などでゴルフ場やホテルの建設など観光開発を手掛け不動産事業を展開、グループを拡大した。
小針は日本債券信用銀行のドンとして君臨した勝田龍夫と密接に結びつき、日債銀と政界を結びつけるパイプ役となり、20年間にわたり日債銀から巨額資金を引き出した。また勝田の後任として頭取に就任した頴川史郎も小針と懇意で、勝田頭取時代から一貫して福島交通を担当。頴川は福島交通向け融資を表面上は同社や小針とは無関係なエフ・アール・イーという会社に移し、帳簿上から福島交通への日債銀の融資が消えるように細工した。これが、その後日債銀がことあるごとに使うことになる不良債権飛ばしの原型となった。
1971年に福島交通と子会社の福島交通不動産は、白河開発計画と呼ばれるニュータウンづくりに着手。福島県白河市の土地1,000haの買収に取り掛かる。だが、途中、オイルショックに見舞われ、計画は中断したがこの間、日債銀から400億円もの資金がつぎ込まれた。その後も追加融資が続き、1984年当時、福島交通と福島交通不動産への融資額は685億円に達した。この融資は国会でも「過剰融資ではないか」と追及された。この時期は佐藤栄作政権の末期であり、後釜を福田赳夫と田中角栄が激しく争い、票集めのため実弾が飛び交い、「角福戦争」と呼ばれていた。この実弾を用意したのは田中陣営が小佐野賢治で福田陣営は小針であった。このため、福島交通グループが日債銀から受けた融資は、総裁選の資金づくりが目的だった（自民党関係者）が定説となっている。
金丸信とは遠縁にあたりその縁で政財界とのパイプを構築した。金丸は小針を「小さな政商みたいな人」と称した。竹下登、安倍晋太郎をはじめ中央政界の大物政治家と幅広い交際があり、「昭和の政商」といわれた小佐野賢治になぞらえ「東北の小佐野」と呼ばれた。

## 「政商」として
1984年3月には、東京国税局より福島交通・福島交通不動産で過去7年間に約50億円の使途不明金が指摘され、9,000万円の追徴課税に応じている。これをきっかけに、同グループの乱脈経理が発覚し経営危機に陥ったが、これらの不良資産を東京佐川急便が事実上抱え込むなどして救済したことから、渡辺広康社長との関係が親密化した。後の東京佐川急便事件では、同社再建会議で金丸・竹下らから金融機関への口添えを期待する渡辺を補佐したほか、佐川清・佐川急便会長が渡辺らを告訴した際も、渡辺の意向をくんで金丸に相談している。なお、この事件では1992年5月には福島交通本社などが東京地検特捜部の家宅捜索を受けている。
1993年に発覚した金丸信脱税事件では、1985年頃より金丸に、日債銀の割引金融債（ワリシン）の購入を指南していたことが判明している。またゼネコン汚職事件では、1990年2月頃、本田茂ハザマ会長（当時）に5億円を資金提供、これは石井亨仙台市長（当時）に対しての賄賂として贈られることが判明している。
“政商”小針に対しては、日債銀の500億円はじめ、石川銀行などの金融機関が乱脈融資を続けていた。これらは後に不良債権として経営を揺さぶり、破綻の原因となる。

## 死去とグループの解体
1993年3月11日、金丸信巨額脱税事件で衆議院予算委員会の臨床尋問を受けた直後、心臓病治療のため渡米。間もなく帰国したが、その後再び体調を崩し、東京医科大学病院に入院。11月7日、急性心肺機能不全のため死去。79歳だった。
小針の遺産相続にあたって行われた1993年所得申告は、前年の約12倍となる14億8千万円に膨れ上がり、番付でも全国7位にランクされた。これは、小針の死亡時には少なくとも100億円を超す借金があったため、遺族側が相続財産を限度に債務を返済する「限定承認」という相続の方式を選択し、株式譲渡所得31億円、土地譲渡所得9億円を「みなし所得」として申告したためであった。この結果、遺族には遺産が一銭も残らなかったという。
小針が死去すると、グループの後継者には長男の小針美雄（2008年1月3日死去）が就任した。しかし、バブル崩壊後、観光開発などが難航し、1997年には那須カントリー倶楽部を所有する日本ロイヤルクラブがゴルフ場の競売を申し立てられるなど経営危機が表面化した。この状況下で、美雄は新たにパチンコ事業に進出するなど、無理な多角化とワンマン経営が目立っていた。こうしたリゾート事業がグループ中核3社の事業に影響しかねないと判断した各社取締役会は、12月、取締役会の緊急動議にて美雄とその義弟で3社副社長・山田克爾の解任を決議し、小針一族をグループから放逐した。